# 太平洋掠食巨口魚
太平洋掠食巨口鱼（学名：Borostomias pacificus）为輻鰭魚綱巨口鱼目巨口鱼科的其中一種，目前僅發現於日本駿河灣海域，為深海魚類，棲息深度達350-1400公尺。

## 扩展阅读
維基物種上的相關：太平洋掠食巨口鱼